# مخلب

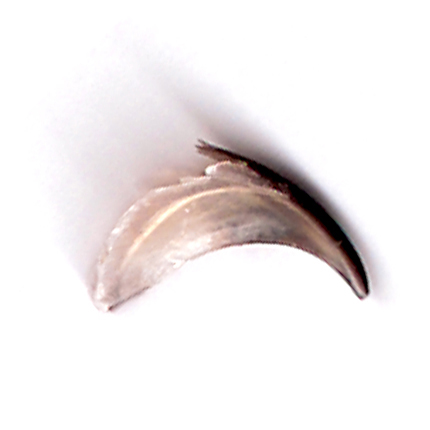
مخلب قطة

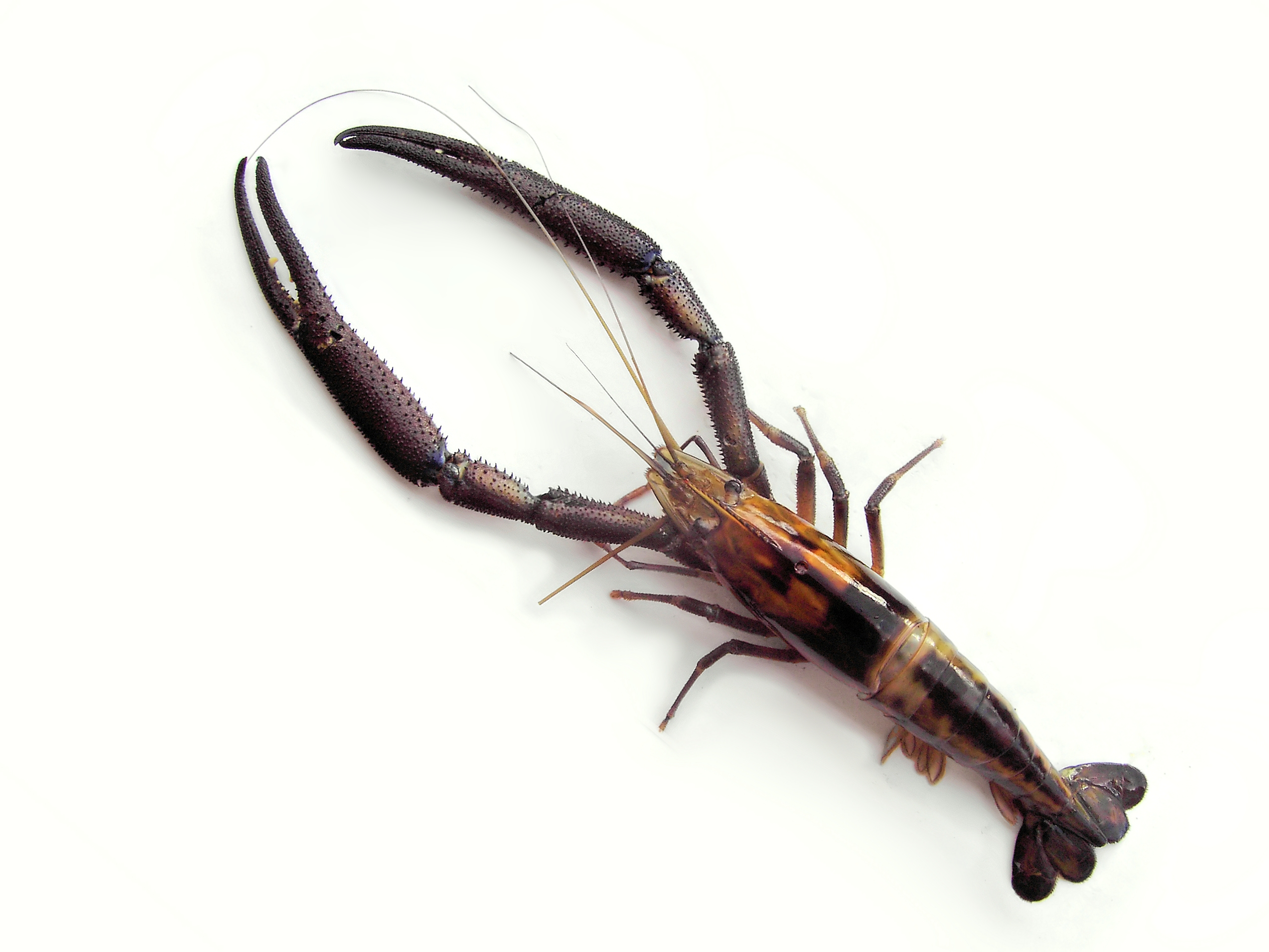
مخالب الروبيان

المخلب زائدة صلبة مدببة ومقوسة في نهاية أصابع الأطراف في معظم الثدييات والطيور وبعض الزواحف.